# Team BDS
Team BDS – szwajcarska zawodowa drużyna e-sportowa, z siedzibą we Francji. Składa się z sekcji rywalizujących w: League of Legend, FIFA, Fortnite, Valorant. Posiadali również drużynę w Call of Duty. Organizacja została założona w maju 2020 roku, przez pochodzącego z bogatej rodziny belgijskiego biznesmena Patrice Bailo de Spoelberch’a.

## League of Legends

### BDS
13 maja 2020 roku organizacja wykupiła miejsce w drugiej lidze francuskiej od Bastille Legacy. Początkowy skład: Téo „Octomalus” Bertiau, Ayoub „Azra” Chamakhi, Corentin „Chreak” Moreau, Hicham „Jaylink” Malki oraz Đai-vinh „Veignorem” Lussiez wygrali turniej drugą ligę LFL oraz turniej promocyjny do pierwszej ligi. W niej doszło do zmian, które dotknęły większość składu, który został przebudowany dookoła Jaylinka – na górną aleję sprowadzono Marcina „iBo” Lebudę, na pozycję leśnika Subicza „bluerzor” Dániela, na środkowej alei znalazł się Francisco José „Xico” Cruz Antunes, a na wsparciu Robert „Erdote” Nowak. Wiosenny sezon regularny 2021 zakończyli na trzecim miejscu, jednak w fazie pucharowej przegrali z Vitality.Bee 1:3. W sezonie letnim zajęli siódme miejsce, nie uzyskując kwalifikacji do fazy pucharowej, jednak broniąc miejsce w lidze dla Team BDS Academy. Jeszcze przed zakończeniem się sezonu letniego we Francji, podano informację, że Team BDS wykupił od FC Schalke 04 za 26,5 miliona euro, miejsce we franczyzowej League of Legends European Championship. W okresie transferowym utworzono drużynę, mającą za cel walkę w tej właśnie lidze.
Wiosenny sezon 2022 Team BDS rozpoczęła w składzie: Adam „Adam” Maanane, Jakub „Cinkrof” Rokicki, Ilias „NUCLEARINT” Bizriken, Matthew „xMatty” Coombs oraz Dino „LIMIT” Tot. Trenerem drużyny został były szkoleniowiec G2 Esports – Fabian „Grabbz” Lohmann. W sezonie regularnym zajęli dziewiąte miejsce, nie kwalifikując się do fazy pucharowej. W sezonie letnim do drużyny w LEC dołączyli Tobiasz „Agressivo” Ciba na pozycji górnego, a także wspierający Robert „Erdote” Nowak. Zmiany nie rozwiązały problemów drużyny, w wyniku czego zajęli ostatnie – dziesiąte miejsce z wynikiem 3-15.
W sezonie 2023 drużyna została zbudowana wokół środkowego Iliasa Bizirikena, pod zmodyfikowanym pseudonimem „nuc”. Na górną aleję z akademii przywrócono Adama, na pozycji leśnika obsadzono Théo „Sheo” Borile, a na dolnej alejce Juša „Crownie” Marušiča i Labrosa „Labrova” Papoutsakisa. W zimowym sezonie zajęli siódme miejsce w fazie grupowej. W wiosennym sezonie dotarli do finału, gdzie przegrali 2-3 z MAD Lions, ocierając się o awans do fazy głównej Mid-Season Invitational rozgrywanej w Londynie. W sezonie letnim odpadli w fazie grupowej po porażce 0-2 z Team Heretics. Uzyskane punkty mistrzowskie pozwoliły drużynie zagrać w finałach sezonu 2023. Po porażce 1-3 z G2 Esports drużyna spadła do dolnej drabinki, gdzie pokonała 3-0 SK Gaming. Wynik serii z Fnatic, zakończonej wynikiem 2-3 dla Team BDS zepchnął drużynę do turnieju promocyjnego o miejsce w fazie wstępnej Mistrzostw Świata z czwartą drużyną amerykańskiego LCS – Golden Guardians, który zwyciężyli wynikiem 3:0. Drużynie udało się opuścić fazę wstępną i awansować do fazy z systemem szwajcarskim, którą opuścili przegrywając spotkania na chińską drużynę JD Gaming, europejskie MAD Lions oraz koreańskie Dplus Kia.
Aktualny skład:
- Adam „Adam” Maanane
- Théo „Sheo” Borile
- Ilias „nuc” Bizriken
- "Ice"
- Labros „Labrov” Papoutsakis

### BDS.A
Aktualny skład:
- Tobiasz „Agresivoo” Ciba
- Magnus „MAXI” Kristensen
- Steven „Reeker” Chen
- Matthew Charles „xMatty” Coombs
- Robert „Erdote” Nowak
- Paweł „delord” Szabla

### Wyniki
- Team BDS
  - Krajowe
    - 1 miejsce – LFL Division 2 2020
    - 3 miejsce – Lyon e-Sport 2021
    - 4 miejsce – LFL 2021 Spring Playoffs

  - Europejskie
    - 2 miejsce – LEC 2023 Spring Playoffs
    - 4 miejsce – LEC 2023 Season Playoffs
    - 5 miejsce – LEC 2023 Summer Groups
    - 7 miejsce – LFL 2021 Summer, LEC 2023 Winter Groups
    - 9 miejsce – LEC 2022 Spring
    - 10 miejsce – LEC 2022 Summer

  - Międzynarodowe
    - 14-16. miejsce - Mistrzostwa Świata 2023
- Team BDS Academy
  - Krajowe
    - 2 miejsce – LFL 2022 Spring Playoffs, LFL 2022 Summer Playoffs
    - 4 miejsce – LFL 2023 Spring Playoffs
    - 5-8 miejsce – Coupe de France 2022

  - Europejskie
    - 2 miejsce – EU Masters 2022 Summer
    - 9-11 miejsce – EU Masters 2022 Spring

## FIFA
Aktywny skład:
- Diogo „DPeixoto7” Peixoto[28]
- Samy „Samylumine” Bakhti[29]

## Fortnite
Aktywny skład:
- Yann „Blacky” Deschamps[30]

## Valorant
Aktywny skład:
- Rodolphe „rodeN” Bianco
- Logan „logaN” Corti
- Jonathan „TakaS” Paupard
- Alex „AKUMAAAAA” Lo Bello
- Vincent „Happy” Schopenhauer
- Flavien „wallax” Lebreton – trener